# فورت تمیسکامانگ
فورت تمیسکامانگ (انگلیسی: Fort Témiscamingue) مکانی تاریخی برای داد و ستد از قرن 17 در کبک کانادا است.